# 劉易斯·詹姆斯·花沙
劉易斯·詹姆斯·花沙（1841年—1906年8月），是新加坡出生的蘇格蘭裔商人。他曾在1882年宣佈破產，之後便因商業罪案而被判處兩年有期徒刑。出獄後，花沙離開新加坡前往英屬馬來亞彭亨，1890年代始在都賴經營錫礦運輸業務，之後更將業務轉移至福隆港山上，成爲當地的開闢先驅。福隆港的錫礦枯竭後，於1919年開始被開發成爲英國殖民官員的避暑山地，至今這座山的英文名和馬來文名依舊以其「花沙」姓氏為名。花沙在20世紀初退休，於1906年8月在奧地利度假期間逝世。但多年以來，絕大多數宣傳福隆港的旅遊網站和手冊都寫有關於花沙的錯誤信息，其中以花沙晚年「神祕失蹤」說最為流行。

## 生平

### 早年背景
劉易斯·詹姆斯·花沙的父親是詹姆斯·花沙（James Fraser，1801年－1872年），其家族來自蘇格蘭東北部的福里斯鎮。1820年代初，詹姆斯·花沙曾在蘇格蘭人吉利安·麥克雷恩位於荷屬東印度巴達維亞新開設的商業辦公室擔任書記，之後他被派至新加坡與麥克雷恩的商業夥伴約翰·阿蓋爾·麥斯威（John Argyle Maxwell）匯合，成爲麥克雷恩在當地的商業代理人。其弟弟劉易斯·花沙（Lewis Fraser，1811年－1868年）也於1830年代來到新加坡一同從事進出口貿易。詹姆斯·花沙隨後也接任了新加坡麥克雷恩花沙公司（Maclaine Fraser & Co.）的負責人。他在1830年代末返回蘇格蘭故鄉，與安·康明（Ann Cumming，1811年－1888年）結婚，1839年底夫婦兩人回到新加坡。劉易斯·詹姆斯·花沙是這兩人的長子，於1841年出生於新加坡。在1840年代中期，詹姆斯·花沙夫婦離開了新加坡，永久地遷往倫敦，並在1860年代開始投資倫敦金融區的新興銀行和保險公司業務。劉易斯·詹姆斯·花沙則留在新加坡。
1865年左右，劉易斯·詹姆斯·花沙加入了麥克雷恩花沙公司。在前一年劉易斯·詹姆斯·花沙還買下了新加坡葡萄牙裔商人若阿金·達美打（Joaquim d'Almeida）位於東陵路的住所，原址在現今的汶萊駐新加坡最高專員署。他的宅邸有兩層樓高，之後更在1876年重建。然而在1882年5月，劉易斯·詹姆斯·花沙與其弟弟喬治·約翰·花沙（George John Fraser，1846年－1887年），以新加坡麥克雷恩花沙公司的名義宣告破產，債務約85,000英鎊。其東陵路的宅邸也被拍賣，之後由香港上海匯豐銀行買下作為經理居所。不久後，劉易斯·詹姆斯·花沙在刑事法典第420條文「欺騙及不誠實地引誘他人移交財物」罪名下被控，最終於7月26日被判處兩年有期徒刑。1883年5月曾有請願書流傳，爲請求海峽殖民地總督赦免花沙的第二年刑期，理由是對他的懲處已足夠嚴厲。9月，總督決定將花沙的剩餘刑期由嚴厲監禁（rigorous imprisonment）改判爲簡單監禁（simple imprisonment），花沙也因此被轉移至民事監獄。

### 前往彭亨都賴
出獄後，花沙便離開新加坡前往彭亨，至於他前來彭亨的原因有不同的說法。據《馬來郵報》創始人羅布森（J. H. M. Robson）1934年的回憶錄，花沙曾在新加坡的商業界擔任重要職務，但遭遇了麻煩和不幸，因此他自我放逐到烏魯彭亨（Ulu Pahang）的荒原，並開始在都賴（Tras）和其他地方的山丘上尋找錫礦。而根據英殖民政府輔政司（Chief Secretary）喬治·麥斯威1954年的回憶錄，他相信花沙是一名職業會計師，曾前往澳大利亞淘金，但在那裏一無所獲，之後前往彭亨試運氣。英殖民政府首席地質學家施里文若（J. B. Scrivenor）1931年的回憶錄則說，花沙在新加坡居住了好幾年，之後移居至雪蘭莪以管理勞勿和古毛（Kuala Kubu）之間的運輸業務。
麥斯威於1894年跟花沙在都賴首次會面，據他所言當時的花沙是一個身材微胖的小個子，留着細細的灰鬍鬚，看起來在50到60歲之間。羅布森沒有說明他與花沙見面的年份，但說他常在古毛的休息所聽花沙講自己的故事。據羅布森所言，在澳大利亞礦工來開發勞勿金礦之前，花沙一度過着非常孤獨的生活。花沙偶爾會前往古毛，他很樂意跟任何碰巧住在那裡的人一起聊天。花沙看上去是個體弱的老人，有隻眼睛有輕微的毀容，但是本人比看起來硬朗得多。施里文若則是在1904年首次前往福隆港，沒跟花沙見過面，但聽說他有戴圓頂硬禮帽的習慣。另外，據1905年華民護衛司署官員費斯頓（H.W. Firmstone）發表的〈新加坡與馬來半島的中文街名和地名〉，花沙留有長白鬍鬚，因此當時的福隆港被華人稱爲「白鬚港」，而「港」字則釋為「mining land」（礦地）。
據麥斯威所說，花沙住在彭亨都賴的一間簡陋屋子裡，屋子由竹子和木板搭建而成，地板是用碎泥土鋪成，前門緊挨馬路。當時都賴是一個小村莊，距離勞勿七英里，坐落在連接彭亨瓜拉立卑和雪蘭莪古毛的小徑上，這條小徑長80英里，是當時彭亨和其他馬來州屬之間唯一的陸路交通要道。花沙從華人和馬來人客工那裡購買錫礦爲生，這些客工在暹板（Sempam）和梁河（Liang）源頭處的峽谷挖礦。花沙有很多騾子，他用馱鞍把礦石從都賴運到古毛。花沙住在都賴的原因是，所有的大米、補給、機械等都能通過蒸汽船從新加坡運到彭亨河，然後再沿着彭亨河及其支流士曼丹（Semantan）河和美律（Bilut）河到達最遠的通航點，在那裡有幾英里長的牛車路連接着都賴和古毛。

### 開闢福隆港

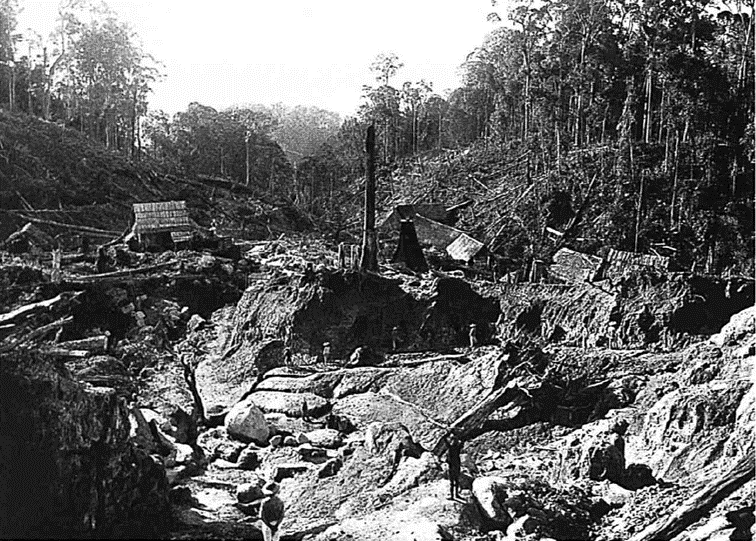
1906年福隆港臨近的岬（The Gap）的錫礦

花沙開闢福隆港的確切年份不詳。據施里文若所說，花沙在開始他的運輸業務時，華人已在福隆港附近開採錫礦。在1894年花沙自己取得了福隆港的土地，並向華人客工收集錫礦，他們主要是在熱（Yet）和暹板山谷採礦，之後花沙在福隆港山上住了好幾年。但是這又跟麥斯威的說法有出入。在1896年或1897年，麥斯威在任職烏魯彭亨的代理總監期間又見過花沙幾次。當時政府已經開始修建從古毛到勞勿的碎石路，但花沙的騾子隊伍依舊從都賴運送錫礦至古毛，他本人也還住在都賴。麥斯威相信當時花沙還沒有在福隆港展開任何採礦活動，否則花沙將不得不從他那裡獲得採礦租契，當時花沙也沒有在福隆港建造洋房。麥斯威在1897年離開彭亨，之後沒有再見過花沙。在麥斯威撰寫回憶錄時，當時仍健在的人都已不知道花沙是什麼時候從都賴搬到福隆港山上，也不知道花沙是如何、何時和為何離開福隆港的。但麥斯威認為，從勞勿開始的碎石路一旦完成鋪設至士麻姑關口（Semangko Pass）的岬（The Gap），花沙就能夠用牛車從古毛供應補給至福隆港。花沙從岬開闢一條通往福隆港礦地的小徑，再搬到那裏，並關閉了都賴的業務。
而且，麥斯威根據勞勿土地官員於1936年11月30日寫給馬克·約翰·肯納威（Mark John Kennaway）的信函，他發現沒有任何記錄顯示花沙曾獲得採礦租契。信中寫道：福隆港的第一份採礦租契是於1899年11月發給阿布蘇拉迪（Abu bin Suradi），之後每隔一段時間就會有其他的採礦租契被簽發，其中包括一份發給羅伯特·劉易斯（Robert Lewis）的，以及其他三份在1906年發給暹板礦業有限公司的，最後一份採礦租契是於1913年頒發，但都沒有以花沙的名義簽訂的。當政府決定在福隆港建設避暑山站時，所有的採礦租契都已失效。根據信函，當時福隆港的官方規劃圖還有標記「花沙洋房」（Fraser's Bungalow）的地方，這個地方是「彭亨洋房」（Pahang Bungalow）的所在地。此地曾在1901年頒發採礦租契給Khu Lian Kee（辜聯啟，音譯），後來轉讓給暹板礦業公司，最後由彭亨政府收回。信中也認爲「彭亨洋房」，是花沙或是他的繼任者之一的山德森或鮑文在「花沙洋房」的原址上所建。遺憾的是，麥斯威並不知道花沙在福隆港的洋房住了多久，也不知道他是什麼時候入住。桑德森（G. V. A. Sanderson）和鮑文（Gerald Bowen）都是暹板礦業公司的經理。
據施里文若所說，花沙的礦產非常豐饒，都賴山谷中有許多「採礦地溝」（lampan），當時的巴馬利峇（Pamah Lebar）兩端還被地溝分割開來。之後在巴馬利峇被改建成高爾夫球場時，當地的錫礦還未枯竭。因爲有一個承包商發現了一個小礦脈，還被允許動工開採。此外根據麥斯威的回憶錄，在1901年或1902年，弗兰克·巴德利、朱嘉炳（Choo Kia Peng）和赫伯特·諾伊斯（Herbert Noyes）曾經一同前往福隆港參觀。巴德利是古毛區的助理區長，朱嘉炳是實業家陸佑在古毛的本地代理，而諾伊斯则是在礦業部門工作。在上山的路上，他們在一個亞答棚子裡看到了四個煤油罐，裡面裝滿了他們見過最好的錫礦原石。當時暹板礦業公司的經理桑德森帶他們看了他洋房附近的一個地方，那裡的錫礦石沉積在地表兩英尺以內，朱嘉炳在清洗過後發現，那裡的錫礦石和他在上山路上看到的一模一樣。所有的礦石都是用騾子運到岬，然後再用牛車運到勞勿。但之後在1919年，福隆港的礦場開始被清理以開發成避暑山站，當整個山谷被水力沖刷時，在巨量的泥土中居然完全沒有發現任何錫礦石。麥斯威認爲正是因爲錫礦位於地表很淺，以致這些礦藏很快就被開發殆盡了。

### 晚年
據羅布森從花沙那裏聽來的故事，有一次花沙的馬來隨從誤以爲他已經死了，準備開始埋葬他，所幸最終逃過一劫。幾年後，羅布森在擔任《馬來郵報》編輯時，從《新加坡自由西報》看到一則「花沙先生」過世的消息。由於名字的首字母相同，羅布森斷定就是花沙本人過世，便在社論寫了一篇關於花沙的文章，之後送往印刷。20分鐘後當辦公室已送出不少報章時，華萊士·庫克（Wallace Cook）趕來告訴羅布森，花沙本人那天上午一直都活生生地在他的辦公室。羅布森才發現他弄混了兩位花沙氏，一位名叫劉易斯·詹姆斯，另一位叫詹姆斯·劉易斯。
花沙在20世紀初便已退休。在1901年或1902年巴德利、朱嘉炳和諾伊斯一行人去福隆港時，當時花沙已離開了，不過當地已被稱爲「花沙山」（Bukit Fraser）。礦區高級管理員（Senior Warden）馬歇爾（F. C. Marshall）曾在1904年去過彭亨，當時「花沙山」已是公認的名字，但花沙本人卻成了傳奇人物（legendary person）。施里文若則說在1904年他首次前往福隆港之前花沙就已去世。
實際上，花沙退休後便回到了英格蘭東南部肯特郡的溫泉鎮唐橋井（Tonbridge Wells）定居。在1901年7月4日，花沙在倫敦西部肯辛頓的聖瑪麗阿博特教堂結婚。他的妻子是瑪麗·艾倫（Marie Ellen），她是剑桥帕普沃斯禮堂（Papworth Hall）已故的弗雷德里克·谢尔牧师（Rev. Frederic Cheere）和唐橋井贝弗利（Beverly）谢尔夫人的女儿。在羅布森犯了那次編輯失誤後，他有一段時間沒見過花沙。直到突然有一天花沙帶着他的新婚妻子從歐洲旅行回來。據羅布森所說，當時花沙看起來非常精神，顯然沒有財務問題，只是出去旅遊罷了。
羅布森認爲幾年後花沙就在家中去世了。而實際上，花沙在結婚5年後的1906年8月，在奧地利薩爾斯堡度假期間逝世，享年65歲。

## 流言
現今的福隆港是馬來西亞知名的旅遊勝地。不過，多年來絕大多數宣傳福隆港的旅遊網站和手冊都寫有關於花沙的錯誤信息，以致於花沙成爲了「神祕人物」。歷史學者羅傑·奈特（G. Roger Knight）在研究花沙家族時曾發現過這個問題。歷史愛好者理查德·黑尔（Richard Hale）也於2018年出版新書以破除關於福隆港和花沙的謠言。

### 神祕失蹤
一種非常常見的說法是：福隆港開埠先驅花沙本人最終神祕失蹤。諸如《大英百科全書》、馬來西亞世界自然基金會出版的旅遊手冊、《孤獨星球》旅遊指南、馬來西亞本地中英文報章、旅遊網站等都是如此介紹。只不過細節有所不同，例如花沙消失的年份就有各種版本。有的則說花沙失蹤後，新加坡主教弗格森-大衛在1917年前來尋找他無果，卻意外「重新發現」福隆港高原，之後他便提議開發成避暑山站，福隆港也因此發展起來。
實際上的情況是，花沙本人在20世紀初便退休回去英國定居，之後於1906年8月在奧地利薩爾斯堡度假期間逝世。而在福隆港失蹤者不是花沙，正是主教弗格森-大衛本人，但他在失蹤當天就被尋獲。根據麥斯威的回憶錄，在1917年11月第一次世界大戰爆發期間，新加坡主教弗格森-大衛和雪蘭莪牧師錢皮恩（A. B. Champion）前去岬的別墅短期度假。一天清晨，他們帶着午餐步行登上福隆港。道路非常崎嶇，他們花了一整天的時間，沿着山脊和現在高爾夫球場所在的山谷，尋找洋房可能所在的地方。他們發現經理的洋房已被廢棄，破舊不堪，不適合居住。整整一天，他們看到的唯一人影是一位華人，他正用扁擔把兩袋沉重的錫礦石運到岬。之後，他們不知何故迷失路途，所幸被两位錫克籍的警員救了出来。不過，麥斯威的回憶錄裡確實沒有記載花沙的最終下落，因爲他本人也不知曉。
此次新加坡主教的經歷可謂是福隆港命運的轉折點。主教返回新加坡後，寫了報告表明當地能迅速、容易、且價廉地開發避暑山站，之後他與新加坡高級專員阿特楊會面，並將報告正式提交給聯邦司署（Federal Secretariat）。1919年8月的初步地形測量進一步認可了這份建議。同月，聯邦委員會的非官方成員金德利（R. C. M. Kindersley）在議會中被告知，如果報告證實可行，將在明年的預算案中撥款發展福隆港，清理工程也於同年10月展開。之後，福隆港就被開發成了英殖民政府官員的避暑山站，馬來西亞獨立後也成爲了著名的旅遊勝地。

### 開設鴉片場和賭場
另一種說法是：花沙曾在福隆港開設賭場和鴉片場，以供客工娛樂和增加他的收入。其中較爲詳細的版本如1981年《異域風情》旅遊指南所載：說是時值第一次世界大戰爆發，新加坡主教弗格森-大衛來福隆港尋找同鄉花沙，想要告知他當前世界局勢。在當地警方的幫助下，主教沒有找到花沙，卻在那裏發現了名爲「一號賭場」（Gambling Farm Number One）的小棚屋，還有另一個名爲「天堂之鑰」（Keys of Paradise）的鴉片交易窝点。不過花沙本人已消失無蹤，從此再也沒有出現過。
實際上，福隆港早期確實是有賭場，且賭場還有經營許可。根據麥斯威的回憶錄，在1901年或1902年，巴德利、朱嘉炳和諾伊斯一行人前去福隆港參觀。當時他們乘坐馬車來到岬，然後沿着一條長約5英里的小路來到桑德森的洋房。根據朱嘉炳所述，當時他僅記得的建築包括，非常精緻的桑德森洋房、一個倉庫、一家咖啡店，和一座賭場，當時華人礦工的屋子是在山谷下方。麥斯威認為有賭場開設說明當地人口相當多。這座賭場是有政府經營許可的，只不過後來被「沒有幽默感」的高官下令拆除。賭場的遺蹟留存了一段時間，最終在礦場被拋棄時，有人出於對歷史的尊重，把賭場的招牌保存在了一個安全的地方。直到政府決定在福隆港建設避暑山站時，這個賭場招牌又被擺放出來。麥斯威第一次去到「彭亨洋房」時，還看過這個招牌被掛在壁爐架上，上面寫著：「Licensed Spirit Gambling Pawnbroking Farm, No. 14」（第14號獲許可的售酒、賭博、典當場）。不過，麥斯威的回憶錄沒有提過這座賭場是誰開設的，也沒有提過任何有關鴉片的內容。

## 註腳
1. ↑  Knight (2019)，第38頁.
2. 1 2  Knight (2019)，第39頁.
3. ↑  Knight (2019)，第41頁.
4. 1 2  National Library Board.
5. 1 2 3  Knight (2019)，第42頁.
6. ↑  Singapore Daily Times (May 1882).
7. ↑  Singapore Daily Times (Jun 1882).
8. ↑  Straits Times Weekly Issue (May 1883).
9. ↑  The Straits Times (May 1883).
10. ↑  Straits Times Weekly Issue (Sep 1883).
11. ↑  Robson (1934)，第46頁.
12. 1 2 3 4  Maxwell (1954)，第73頁.
13. 1 2 3 4 5  Scrivenor (1931)，第11頁.
14. ↑  Robson (1934)，第46-47頁.
15. ↑  Scrivenor (1931)，第13頁.
16. ↑  Firmstone (1905).
17. 1 2 3 4  Maxwell (1954)，第74頁.
18. ↑  Scrivenor (1931)，第12頁.
19. ↑  Maxwell (1954)，第76頁.
20. 1 2 3  Robson (1934)，第47頁.
21. 1 2  Maxwell (1954)，第75頁.
22. 1 2  Knight (2019)，第44頁.
23. ↑  The Straits Times (Jul 1901).
24. ↑  New Straits Times (Mar 2019).
25. ↑  Britannica.
26. ↑  Cheong (2013)，第6頁.
27. ↑  Lonely Planet (2016)，第110頁.
28. ↑  星洲日報 (2012).
29. ↑  New Straits Times (Apr 2019).
30. ↑  Malaysia Traveller.
31. ↑  Maxwell (1954)，第75-76頁.
32. ↑  The Star (May 2007).
33. ↑  RAF，第29頁.
34. ↑  Maxwell (1954)，第74-75頁.

### 書籍
- G. Roger Knight. . Webster, Anthony and White, Nicholas J., eds.  (编). . Abingdon: Routledge. 2019: 267  [2020-07-16]. ISBN 9781351020459. （原始内容存档于2020-12-20） （英语）.
- J. H. M. Robson. . Kuala Lumpur: Kyle, Palmer & Co. 1934: 207. OCLC 35001458 （英语）.
- Carell Cheong. Siti Zuraidah Abidin, Sheema Abdul Aziz, Surin Suksuwan, Neda Ravichandran , 编.  (PDF). Petaling Jaya: World Wide Fund for Nature. 2013  [2020-07-16]. ISBN 9789670237268. （原始内容存档 (PDF)于2020-07-13） （英语）.
- . Victoria, Australia: World Wide Fund for Nature. 2016: 640  [2020-07-16]. ISBN 9781743210291. （原始内容存档于2020-12-20） （英语）.

### 期刊
- J. B. Scrivenor. . Journal of the Malayan Branch of the Royal Asiatic Society Vol. 9, No. 1 (111) (1931), pp. 2-14.   [2020-07-16]. （原始内容存档于2020-12-20） （英语）.
- Sir George Maxwell. . The Malayan Forester, 17. 1954: 73–79 （英语）.
- H. W. Firmstone. . Journal of the Straits Branch of the Royal Asiatic Society, No. 42 (FEBRUARY 1905), pp. 53-208.   [2020-07-16]. （原始内容存档于2021-04-20） （英语）.

### 新聞報刊
- . Singapore Daily Times. 1882-05-26  [2020-07-16]. （原始内容存档于2020-09-21） （英语）.
- . Singapore Daily Times. 1882-06-03  [2020-07-16]. （原始内容存档于2020-12-20） （英语）.
- . Straits Times Weekly Issue. 1883-05-16  [2020-07-16]. （原始内容存档于2020-12-20） （英语）.
- . The Straits Times. 1883-05-16  [2020-07-16]. （原始内容存档于2020-09-21） （英语）.
- . Straits Times Weekly Issue. 1883-09-27  [2020-07-16]. （原始内容存档于2020-12-20） （英语）.
- . The Straits Times. 1901-07-01  [2020-07-18]. （原始内容存档于2020-12-20） （英语）.
- Alan Teh Leam Seng. . New Straits Times. 2019-03-23  [2020-07-16]. （原始内容存档于2020-12-20） （英语）.
- T. N. Alagesh. . New Straits Times. 2019-04-28  [2020-07-16]. （原始内容存档于2020-07-14） （英语）.
- . 《星洲日報》. 2012-01-20  [2020-07-16]. （原始内容存档于2020-12-20） （中文（马来西亚））.
- . The Star. 2007-05-19  [2020-07-16]. （原始内容存档于2020-06-26） （英语）.

### 網站
- . PictureSG. National Library Board.   [2020-07-18]. （原始内容存档于2020-12-20） （英语）.
- . Encyclopaedia Britannica.   [2020-07-16]. （原始内容存档于2020-12-20） （英语）.
- . Malaysia Traveller.   [2020-07-16]. （原始内容存档于2020-07-16） （英语）.
- (PDF). RAF Butterworth & Penang Association.   [2020-07-16]. （原始内容存档 (PDF)于2020-07-16） （英语）.